# 광주시의 마천루 목록
대한민국 경기도 광주시의 마천루 목록이다. 대한민국의 「초고층 및 지하연계 복합건축물 재난관리에 관한 특별법」에 따르면 '초고층 건축물' 이란 층수가 50층 이상 또는 높이가 200m 이상인 건축물을 말한다.

## 마천루 순위
본 목록은 완공되었거나, 상량식을 끝낸 마천루이다.
| 순위 | 이름                          | 사진 | 위치   | 높이 | 층수 | 완공 연도 | 비고                                  |
| ---- | ----------------------------- | ---- | ------ | ---- | ---- | --------- | ------------------------------------- |
| 1=   | 광주역 자연앤자이 101동       |      | 역동   | 83m  | 29층 | 2021년    | [ 1 ]                                 |
| 1=   | 광주역 자연앤자이 104동       |      | 역동   | 83m  | 29층 | 2021년    | [ 2 ]                                 |
| 1=   | 광주역 자연앤자이 105동       |      | 역동   | 83m  | 29층 | 2021년    | [ 3 ]                                 |
| 1=   | 광주역 자연앤자이 106동       |      | 역동   | 83m  | 29층 | 2021년    | [ 4 ]                                 |
| 1=   | 광주역 자연앤자이 108동       |      | 역동   | 83m  | 29층 | 2021년    | [ 5 ]                                 |
| 1=   | 광주역 자연앤자이 109동       |      | 역동   | 83m  | 29층 | 2021년    | 현재 광주시에서 가장 높은 마천루이다. |
| 7=   | 경기광주역 금호리첸시아 101동 |      | 경안동 | 79m  | 25층 | 2021년    | [ 7 ]                                 |
| 7=   | 경기광주역 금호리첸시아 102동 |      | 경안동 | 79m  | 25층 | 2021년    | [ 8 ]                                 |
| 7=   | 경기광주역 금호리첸시아 103동 |      | 경안동 | 79m  | 25층 | 2021년    | [ 9 ]                                 |
| 7=   | 경기광주역 금호리첸시아 104동 |      | 경안동 | 79m  | 25층 | 2021년    | [ 10 ]                                |
| 11   | 광주역 자연앤자이 103동       |      | 역동   | 78m  | 27층 | 2021년    | [ 11 ]                                |
| 12   | 광주역 자연앤자이 107동       |      | 역동   | 75m  | 26층 | 2021년    | [ 12 ]                                |
| 13   | DH타워                        |      | 경안동 | 71m  | 15층 | 2022년    | [ 13 ]                                |
| 14   | 광주역 자연앤자이 102동       |      | 역동   | 46m  | 16층 | 2021년    | [ 14 ]                                |

## 같이 보기
- 광주시
- 마천루 목록
- 아시아의 마천루 목록
- 대한민국의 마천루 목록